# いのけん
いのけん（1989年8月30日 - ）は、日本のお笑いタレントである。太田プロダクション所属。

## 略歴・概説
福岡県北九州市出身。北九州市立湯川中学校、福岡県立小倉南高等学校卒業、専門学校東京アナウンス学院芸能バラエティ科出身。
専門学校東京アナウンス学院在学中は、現サンミュージック所属ザ・パーフェクトのピンボケたろうとのコンビ、虹色ひまわりを結成しており、2008年のM-1グランプリやサマーソニックにも出場している。
コンビ解散してからは、一人コントを中心として展開している。ライブでは「太田プロJr.ライブ」「フレッシュオールスターズ」「5556ライブ」などに出演。
またサイクロンZとビギン!ナウ芳賀とのユニットサイクロンズでは、歌ネタ王決定戦2015で準決勝進出を果たした。

## 出演

### テレビ
- パリーグ年末総決算!ホークス中継2014 クイズで振り返りSP!（TOKYO MXTV）
- 水曜日のダウンタウン（TBS）
- お笑いカードバトル 笑札（日本テレビ）
- 有吉ジャポン（TBS）
- 有吉ベース（フジテレビONE）
- さしこく〜サシで告白する勇気をあなたに〜（フジテレビ）
- 5時に夢中!（TOKYO MXTV）
- 一夜づけ（テレビ東京）
- 裏かみひとえ
- 生きるを伝える（テレビ東京）
- クリエイタードラゴン（日本テレビ）

### ライブ
- 太田プロライブ　月笑
- 太田プロJrライブ
- お笑い青田買いライブ
- 雷ライブ
- 下克上ライブ
- きらめきニシキ
- ヤングライブ
- 星屑たちのステージ
- ハッ!!ちゃけライブ
- トークZ
- サマーソニック（2008年）
- イナズマロックフェス（2018年）

### ラジオ
- RADIPEDIA（J-WAVE）
- 劇団サンバカーニバル（FM-FUJI）
- WOTA倶楽部（FM-FUJI）

### ミュージックビデオ
- 175R「リフレイン〜青春馬鹿野郎〜」（2009年10月）
- 175R「東京」（2009年12月）

### 映画
- 青天の霹靂（2014年5月24日公開、監督 劇団ひとり）